# Arabo (fédaï)
Pour les articles homonymes, voir Mkhitarian et Arabo.
Arabo (en arménien : Արաբօ, 1863-1893), né Stépanos Mkhitarian (Ստեփանոս Մխիթարյան), également connu sous le nom d'Arakel (Առաքել), est un célèbre fédaï arménien (combattant de la liberté) de la fin du XIXe siècle, et il est l'un des premiers membres de cette milice.

## Biographie
Arabo a étudié à l'école du monastère d'Arakelots à Mouch. À partir de la fin des années 1880, il dirige des groupes de fédaïs arméniens de Sassoun et de Taron. En 1892, il est arrêté par les autorités turques, et est condamné à 15 ans de prison, mais il s'échappe et reprend ses activités de fédaï.
Arabo est tué en 1893 lors d'une bataille contre des bandes kurdes sur la route entre Khnous et Mouch (Arménie occidentale).

## Hommages
La chanson populaire arménienne Zartir lao lui rend hommage.